# Ploiaria sonoraensis
Ploiaria sonoraensis är en insektsart som först beskrevs av Van Duzee 1923.  Ploiaria sonoraensis ingår i släktet Ploiaria och familjen rovskinnbaggar. Inga underarter finns listade i Catalogue of Life.